# DFS 230
Die DFS 230 wurde als Lastensegler für einen Piloten und mit einer Transportkapazität von neun Soldaten entwickelt und im Zweiten Weltkrieg von deutschen Truppen (Heer und Luftwaffe) mehrfach für Luftlandungen eingesetzt.

## Geschichte
Das Flugzeug wurde von Hans Jacobs und seinen Mitarbeitern Heinrich Voepel, Adolf Wanner (beide Aerodynamik), Ludwig Pieler (Statik) und Herbert Lück an der Deutschen Forschungsanstalt für Segelflug (DFS) in Darmstadt konstruiert. Im Oktober 1936 war eine Attrappe fertiggestellt; bis 1937 wurden unter der Bezeichnung DFS LS drei Prototypen entwickelt und als LS SV 1 bis SV 3 gebaut. Am 10. Mai des Jahres fiel die Entscheidung zum Bau einer ersten Serie. Am 16. November 1937 wurde über dem Flugplatz Stendal eine vergleichende Absetzübung von Fallschirmjägern und zehn DFS 230 durchgeführt. Während der aus 350 m abgesprungende Zug Fallschirmjäger von der Landung bis zum Herstellen der Gefechtsbereitschaft 15 min benötigte, brauchten die von den Lastenseglern eingeflogenen 70 Infanteristen lediglich 3 min dafür. Daraufhin erging am 9. März 1938 der Befehl zum Aufbau einer ersten Lastensegler-Ausbildungseinheit.
Da sich die Konstruktion als zu kompliziert für die Massenfertigung herausstellte, erhielt die Gothaer Waggonfabrik im November 1938 den Auftrag, sie zu überarbeiten und zu vereinfachen. Daraus entstand bis Ende März 1939 die DFS 230 V5. Sie wurde anschließend bei der Erprobungsstelle Rechlin getestet und bildete das Musterflugzeug für die erste Serienausführung DFS 230 A-1.

## Konstruktion

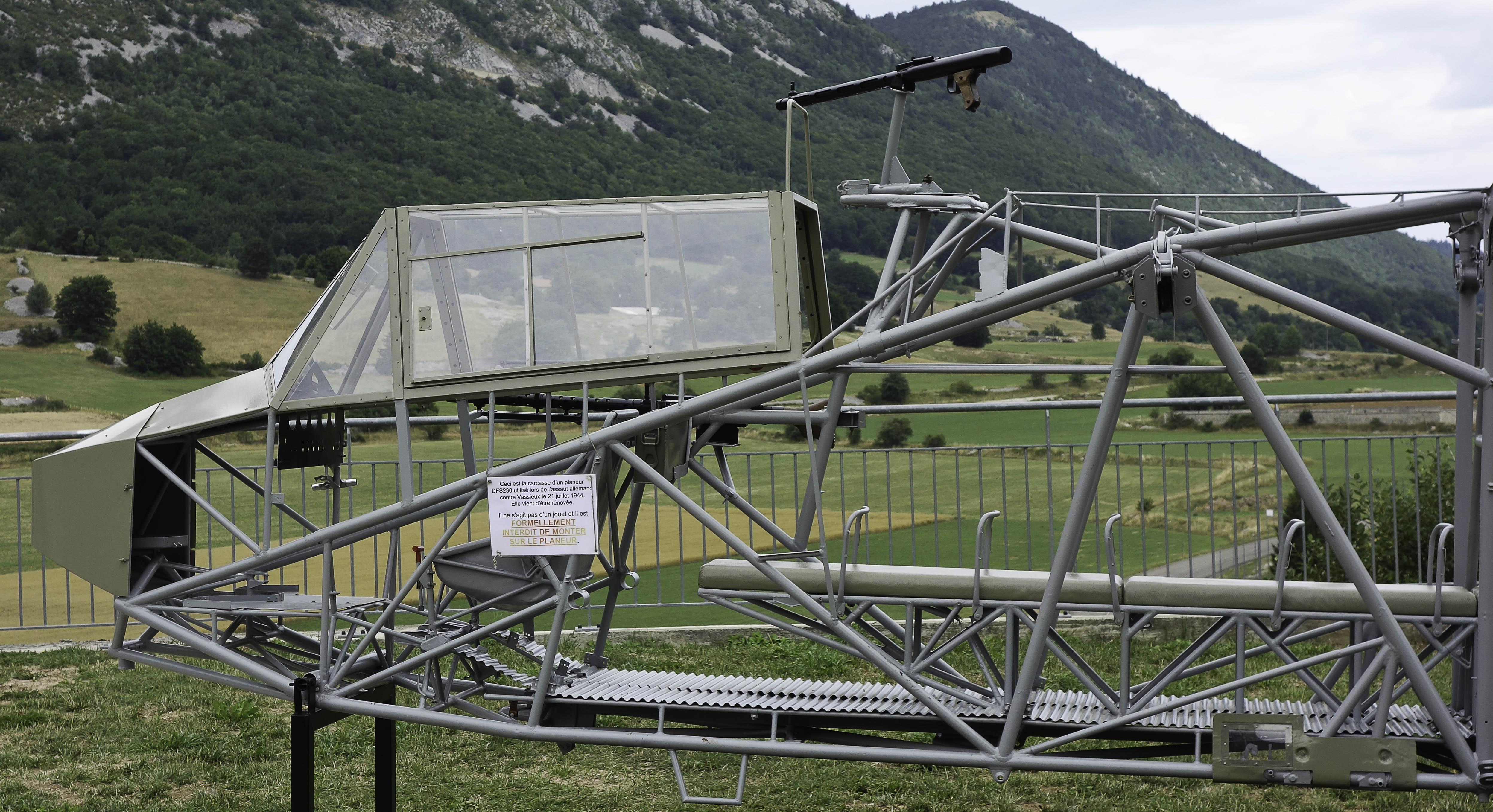
Stahlrohrfachwerk des unbespannten Rumpfes

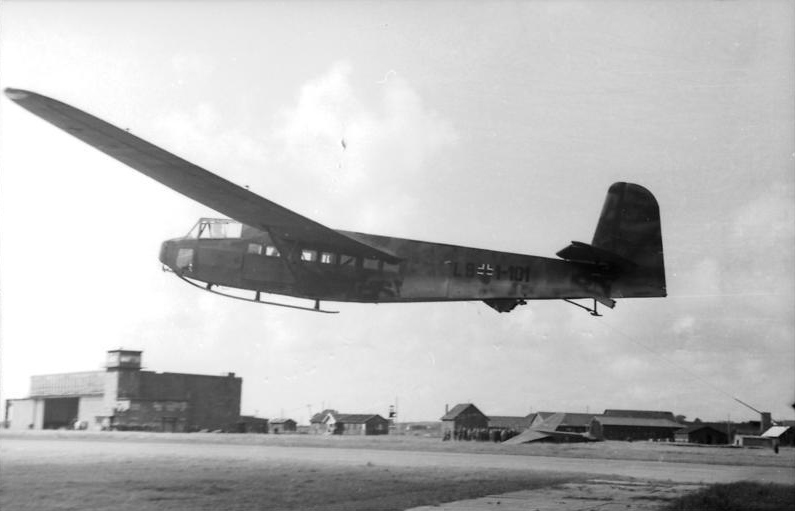
DFS 230 bei der Landung auf einem Flugplatz in Italien, 1943

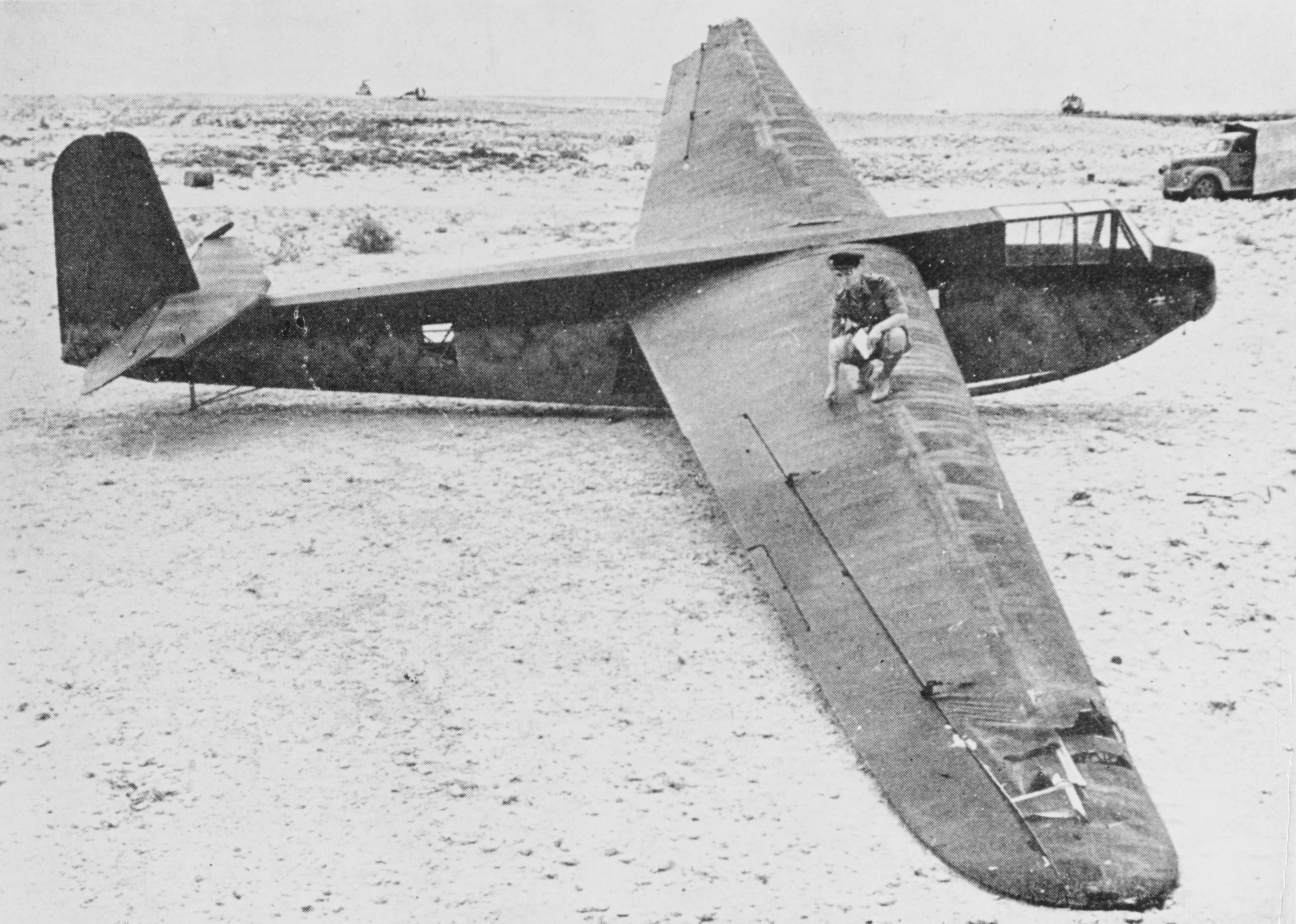
DFS 230 nach der Landung, Nordafrika 1942

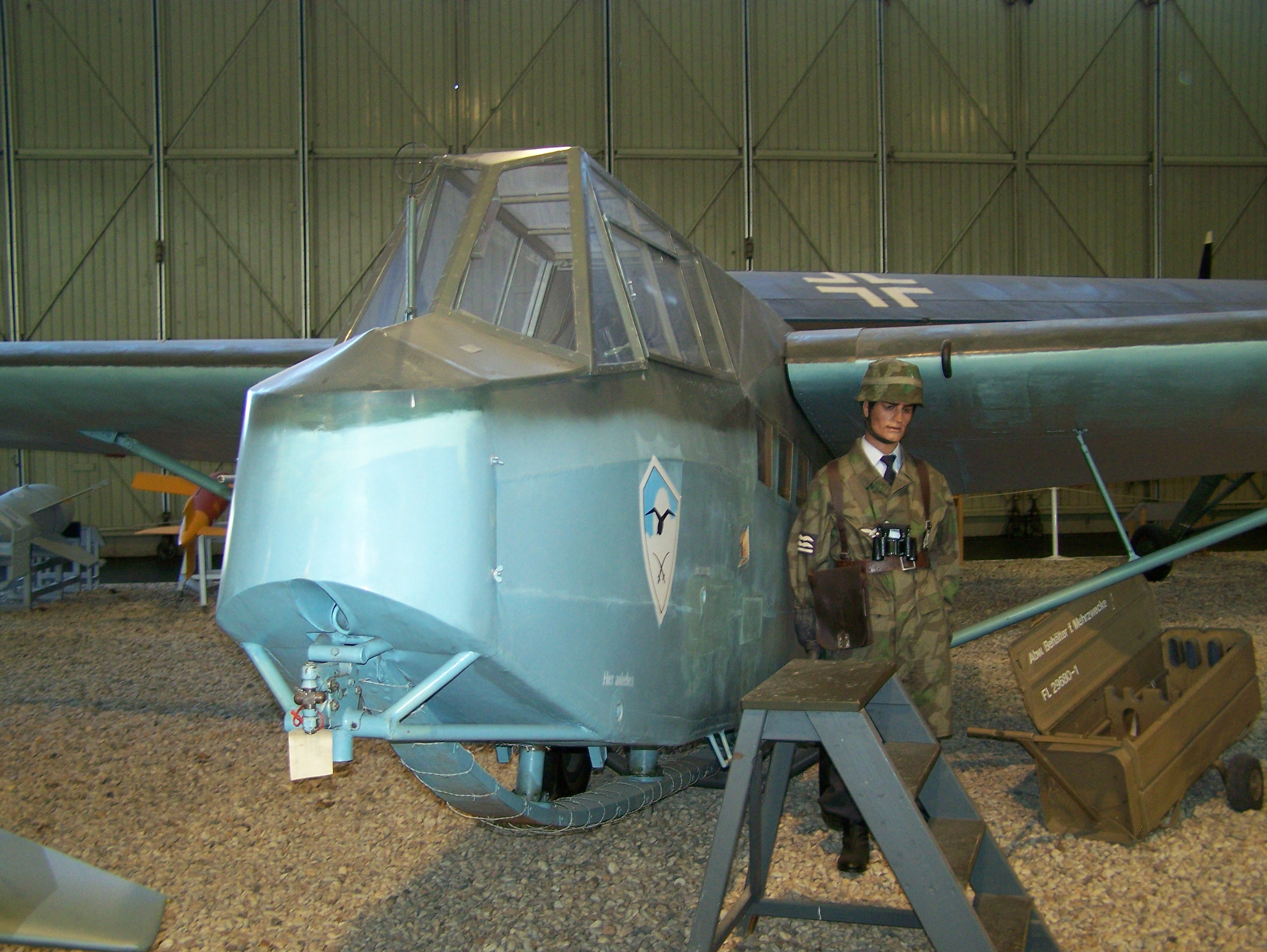
DFS-230-Nachbau in Gatow

Die DFS 230 war ein abgestrebter Schulterdecker mit einem rechteckigen Rumpfquerschnitt. Der Flugzeugrumpf bestand aus einem geschweißten Stahlrohrfachwerk mit Stoffbespannung. Die einholmigen trapezförmigen Tragflächen hatten gerundete Flächenspitzen und waren an der Tragflächenvorderkante mit Sperrholz beplankt; der hintere Teil war stoffbespannt. Für den Start besaß die DFS 230 ein abwerfbares Radfahrwerk; gelandet wurde auf einer dreifach gefederten hölzernen Gleitkufe.
Der Pilot saß unter einer Klapphaube, weitere neun Soldaten hintereinander auf einer gepolsterten Bank mit Haltegriffen.

## Produktion
Die Serienfertigung der DFS 230 lief im Juli 1939 im Werk von Robert Hartwig in Sonneberg an, einer Spielzeugfabrik. Bis zum 30. Juni 1940 wurden dort die ersten 109 Segler ausgeliefert. Von der A-Version wurden die Baureihen A-2 und A-3 ausgeliefert, wobei aus den Unterlagen nicht hervorgeht, ob auch A-1 gebaut wurden. Die A-Version lief im April 1941 aus, nachdem bei der Gothaer Waggonfabrik in Gotha die Fertigung der Gotha Go 242 erfolgreich angelaufen war. Die meisten DFS 230 baute bis 1941 das Sonneberger Hartwig-Werk, Bücker in Rangsdorf stellte die Version B-2 von Januar bis September 1941 her, ebenso bis Juni 1941 die Gothaer Waggonfabrik (GWF); bis September 1941 fertigte das Erla Maschinenwerk in Leipzig die A- und B-Varianten. Erla baute Tragflächen und Rümpfe in seinem Werk IV in Johanngeorgenstadt, die ins Werk I (Wodanstraße) in Leipzig transportiert und dort zusammengebaut wurden. In die Produktion war 1941/42 auch die Böhmisch-Mährische Maschinenfabrik (BMM, Prag) eingebunden. Mráz in Chotzen (Protektorat Böhmen und Mähren) fertigte zwischen April und Juli 1943 noch einige DFS 230 C-1 als letzte Ausführung.
Bauzahlen der DFS 230 bis 30. November 1944:
| Version | Hartwig | Erla | GWF | Bücker | BMM | Mráz | SUMME |
| ------- | ------- | ---- | --- | ------ | --- | ---- | ----- |
| A       | 622     | 32   |     |        |     |      | 654   |
| B-2     | 214     | 138  | 23  | 170    | 391 |      | 936   |
| C-1     |         |      |     |        |     | 13   | 13    |
| SUMME   | 836     | 170  | 23  | 170    | 391 | 13   | 1603  |

## Einsatz
1937 gab es in Griesheim einen vorbereitenden Segelfluglehrgang mit 60 Teilnehmern unter der Leitung von Fritz Stamer. Am 1. April 1938 wurde das erste Ausbildungskommando für Lastensegelflug in Fürstenwalde aufgestellt. Die Flugerprobung lief unter Beteiligung bekannter Segelflieger wie Otto Bräutigam, Richard Kraft, Bernhard Flinsch, Heinz Lange, Heinz Scheidhauer, Rudolf Opitz, Karl Schieferstein, Hermann Zitter, Erwin Ziller und Erich Meyer. Die DFS 230 wurde unter anderem auch von Hanna Reitsch getestet.
Erstmals eingesetzt wurde diese neue Waffengattung am 10. Mai 1940: Zur Einnahme des belgischen Fort Eben-Emael landeten im Morgengrauen neun Lastensegler auf dem Festungswerk, das einen Tag später kapitulierte.
Der größte Einsatz dieses Typs erfolgte ein Jahr darauf bei der Invasion der Mittelmeerinsel Kreta durch deutsche Gebirgs- und Fallschirmjäger. Dabei hatten die DFS 230 der I. Gruppe des Luftlandegeschwaders 1 so hohe Verluste, dass eine Operation dieses Ausmaßes nie wieder versucht wurde.
Als Nächstes erschien die DFS 230 B-1; sie war bis auf einen Bremsschirm und Vorrichtungen für die Befestigung von Verteidigungswaffen mit dem Vorgängermuster identisch.
DFS-230-Lastensegler wurden in Nordafrika und an der Ostfront auch zu Nachschubeinsätzen so in der Schlacht um Cholm herangezogen.
Segelfliegerisch war das „Unternehmen Eiche“ im September 1943 wagemutig, die Befreiung des Diktators Benito Mussolini aus dem Hotel Campo Imperatore am Gran Sasso in den Abruzzen, wobei von den ursprünglich geplanten zwölf DFS-Seglern nur zehn eingesetzt werden konnten. Um die Landestrecke zu verkürzen, wurde dort die Version DFS 230 C-1 mit Bremsraketen im Rumpfbug verwendet.
Der Lastensegler kam auch bei der Luftlandeoperation auf dem Gebirgsplateau des Vercors bei Grenoble am 21. Juli 1944 beim Kampf gegen Kräfte der französischen Résistance zum Einsatz.
Beim Endkampf in Budapest landeten bis Anfang Februar 1945 Lastensegler mit Nachschub für die eingeschlossenen Truppen.
Erprobt wurden auch einige Mistel-Kombinationen mit wahlweise auf dem Rumpf montierten Fw-56-, Kl-35- oder Bf-109E-Maschinen; einsatzreif wurde jedoch keine. Für den Tragschrauber Fa 225 wurde der Rumpf der DFS 230 zusammen mit dem Rotor des Hubschraubers Focke-Achgelis Fa 223 verwendet.
Als Schleppflugzeuge kamen vorwiegend Junkers Ju 52/3m oder andere mehrmotorige Flugzeuge wie Dornier Do 17, Heinkel He 111 und Messerschmitt Bf 110 zum Einsatz. Je nach Einsatzbedingungen wurden aber auch einmotorige Muster wie Arado Ar 65, Avia B-534, Heinkel He 46, Henschel Hs 126 oder Junkers Ju 87 benutzt.

## Versionen
- DFS 230 A-1: erste Serienversion
- DFS 230 A-2: wie A-1, aber mit Doppelsteuerung
- DFS 230 B-1: Variante mit Bremsschirm
- DFS 230 B-2: wie B-1, aber mit Doppelsteuerung
- DFS 230 C-1: B-1 mit umkonstruiertem Bug zur Aufnahme von drei Bremsraketen
- DFS 230 D-1: C-1 mit neuer Nase für die Bremsraketen, nur ein Prototyp (vermutlich V6)
- DFS 230 F-1: Neukonstruktion mit größerer Kapazität zur Aufnahme von bis zu 15 Personen, nur ein Prototyp (DFS 230 V7, DV+AV) gebaut.
- DFS 203: Projektstudie einer Experimentalausführung mit Doppelrumpf und veränderten Tragflächen. Ein Modell im Maßstab 1:20 wurde von August bis Dezember 1940 im Windkanal der DFS untersucht[5]

## Technische Daten

Dreiseitenriss

| Kenngröße                   | Daten DFS 230 A-1        |
| --------------------------- | ------------------------ |
| Besatzung                   | 1 Pilot + 9 Soldaten     |
| Länge                       | 11,24 m                  |
| Spannweite                  | 21,98 m                  |
| Höhe                        | 2,74 m                   |
| Frachtraum (l × b × h)      | 5,40 m × 0,70 m × 1,30 m |
| Flügelfläche                | 41,3 m²                  |
| Flügelstreckung             | 11,7                     |
| Gleitzahl                   | etwa 12 (beladen)        |
| Rüstmasse                   | 860 kg                   |
| max. Startmasse             | 2100 kg                  |
| max. Schleppgeschwindigkeit | 210 km/h                 |
| Gleitgeschwindigkeit        | 290 km/h                 |
| Landegeschwindigkeit        | 87 km/h                  |